# Astragalus khwaja-muhammadensis
Astragalus khwaja-muhammadensis är en ärtväxtart som beskrevs av Dieter Podlech. Astragalus khwaja-muhammadensis ingår i släktet vedlar, och familjen ärtväxter. Inga underarter finns listade i Catalogue of Life.